# Bâtiment de la Maison de la presse à Belgrade
Le bâtiment de la Maison de la presse à Belgrade (en serbe cyrillique : Дом штампе у Београду ; en serbe latin : Dom štampe u Beogradu) est situé à Belgrade, la capitale de la Serbie, dans la municipalité urbaine de Stari grad. Il est inscrit sur la liste des monuments culturels protégés de la république de Serbie et sur la liste des biens culturels de la ville de Belgrade (identifiant no SK 2220),.

## Présentation

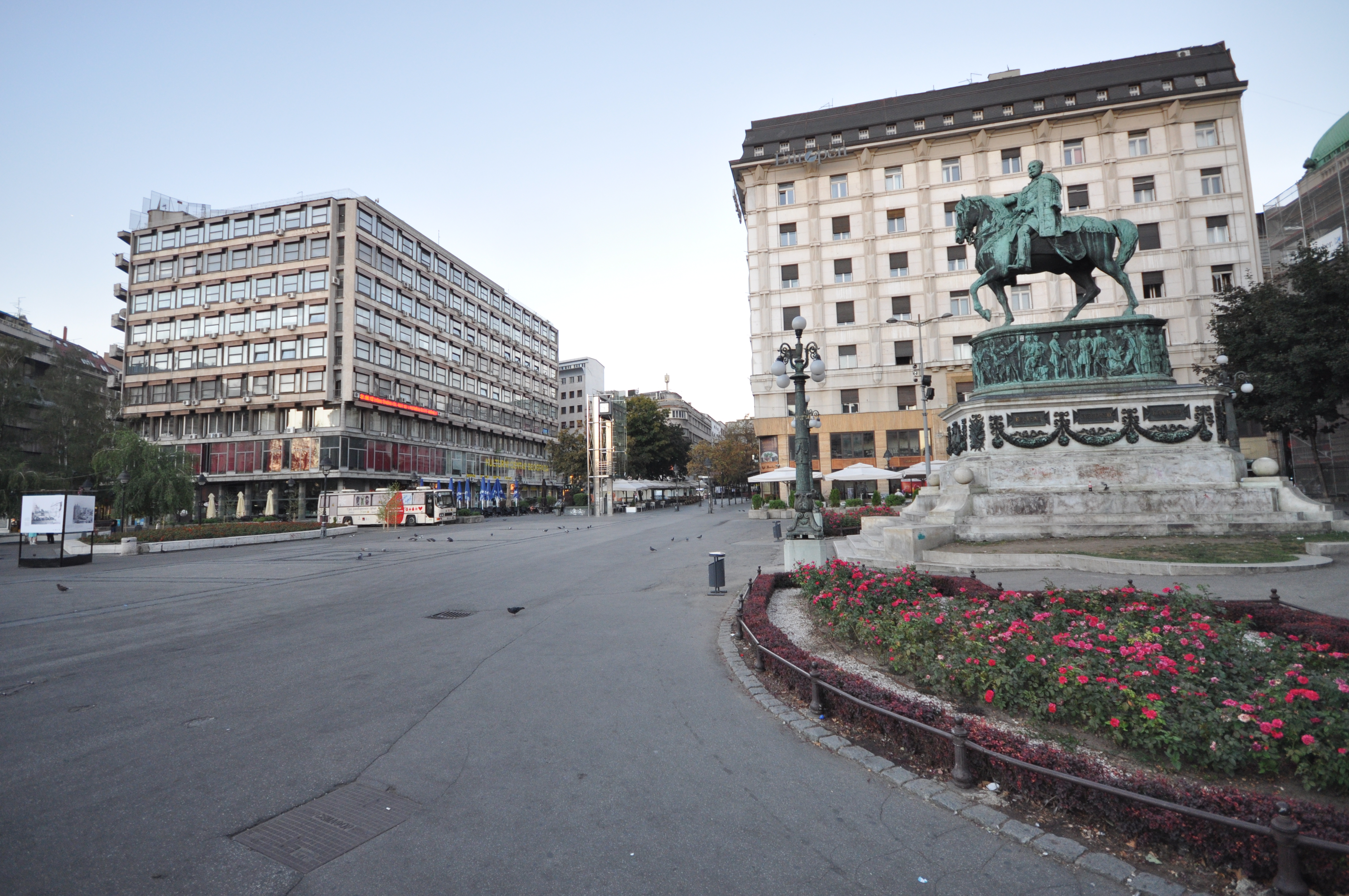
Vue du bâtiment (à gauche) depuis le Trg Republike, avec le monument du prince Michel.

L'immeuble, situé 6 rue Knez Mihailova, 5 Trg Republike et 2 rue Kolarčeva, a été construit en 1958-1961, selon un projet de l'architecte Ratomir Bogojević (1912-1962) ; il est caractéristique de l'architecture moderne. 
Le rez-de-chaussée, vitré et presque transparent, se caractérise par sa légèreté, tout comme le premier étage qui forme comme une bordure de verre ; des piliers libres rythment la zone du second étage tandis que les étages supérieurs sont eux rythmés par une série de fenêtres présentant toutes la même structure, ce qui crée un jeu sur les volumes mais aussi sur la polychromie.
Au moment de sa construction, le bâtiment constituait une nouveauté dans le domaine de la modélisation des installations commerciales en Serbie ; la base traitée librement permettait la création d'une structure interne fonctionnelle, dans laquelle pouvaient trouver place diverses activités culturelles et commerciales. Le projet envisageait à l'origine d'héberger le Centre culturel de Belgrade (Kulturni centar Beograda) et l’Association des journalistes de Yougoslavie ; cependant, au fur et à meure qu'avançaient les travaux, le nombre d'investisseurs et d'utilisateurs a augmenté, ce qui a conduit l'architecte à adapter l'organisation spatiale et fonctionnelle des lieux à ces nouvelles exigences. D'autre part, bien que Bogojević ait conçu un édifice résolument « moderne », il a essayé de respecter l'architecture des bâtiments environnants en adaptant la hauteur et le volume du sien ; avec ses trois façades sur rue, le bâtiment forme notamment un équilibre avec le palata Albanija voisin, avec lequel il forme un tout harmonieux et une entité urbaine. D'autre part, relié visuellement au palata Reuniona et à la Chambre du commerce extérieur, le bâtiment complète l'ensemble urbanistique du Trg Republike.